# Pontederia
Pontederia L., 1753 è un genere di piante acquatiche della famiglia Pontederiaceae, distribuito dal Canada all'Argentina.
Il genere fu così chiamato da Linneo in onore del botanico italiano Giulio Pontedera (1688–1757).

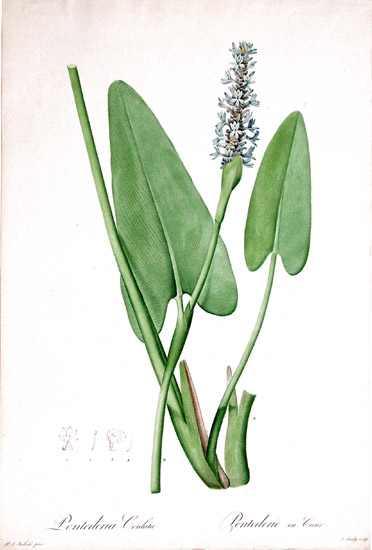
Pontederia cordata

## Descrizione
Le Pontederia hanno foglie larghe su lunghi steli e radici a rizoma. Producono un'infiorescenza a forma di spiga in estate.

## Ecologia
Alcune specie, come  Pontederia cordata o Pontederia crassipes, sono considerate invasive in molte regioni tropicali o temperate del mondo.
Una specie di api (Dufourea novaeangliae - Halictidae) visita esclusivamente la Pontederia cordata; alcune anatre mangiano i frutti della pianta.

## Tassonomia
Il genere comprende le seguenti specie:
- Pontederia africana (Solms) M.Pell. & C.N.Horn
- Pontederia australasica (Ridl.) M.Pell. & C.N.Horn
- Pontederia azurea Sw.
- Pontederia brevipetiolata (Verdc.) M.Pell. & C.N.Horn
- Pontederia cordata L.
- Pontederia crassipes Mart.
- Pontederia cyanea (F.Muell.) M.Pell. & C.N.Horn
- Pontederia diversifolia (Vahl) M.Pell. & C.N.Horn
- Pontederia elata (Ridl.) M.Pell. & C.N.Horn
- Pontederia gigantea D.J.Sousa
- Pontederia hastata L.
- Pontederia heterosperma (Alexander) M.Pell. & C.N.Horn
- Pontederia korsakowii (Regel & Maack) M.Pell. & C.N.Horn
- Pontederia meyeri (A.G.Schulz) M.Pell. & C.N.Horn
- Pontederia natans P.Beauv.
- Pontederia ovalis Mart. ex Schult. & Schult.f.
- Pontederia paniculata Spreng.
- Pontederia paradoxa Mart. ex Schult. & Schult.f.
- Pontederia parviflora Alexander
- Pontederia plantaginea Roxb.
- Pontederia reflexa D.J.Sousa
- Pontederia rotundifolia L.f.
- Pontederia sagittata C.Presl
- Pontederia subovata (Seub.) Lowden
- Pontederia triflora (Seub.) G.Agostini, D.Velázquez & J.Velásquez
- Pontederia vaginalis Burm.f.
- Pontederia valida (G.X.Wang & Nagam.) M.Pell. & C.N.Horn